# Queen Anne Style
Queen Anne Style er en britisk arkitekturstil fra enten engelsk barokarkitektur fra Anne af Storbritanniens regeringstid (1702 til 1714) eller til  British Queen Anne Revival der blev en populær arkitekturstil i 1800-tallet og begyndelsen af 1900-takket. I andre engelsktalende dele af verden er New World Queen Anne Revival architecture en helt anden stil.

## Galleri med billeder fra Australien
- West Maling, Penshurst NSW
- 'Amalfi', 2 Appian Way Burwood NSW
- 'Vallambrosa' 19 Appian Way Burwood NSW
- Burwood Appian Way
- The Manse Haberfield
- Caerleon, Bellevue Hill, Sydney NSW
- Weld Club, Perth WA
- Queen Bess Row in East Melbourne
- Redcourt, Armadale, Victoria, Australien
- Edzell Mansion, Toorak Victoria